# Mémorial de Caen
Le Mémorial de Caen est un musée situé à Caen consacré à l’histoire du XXe siècle et à la paix, et labellisé « musée de France ». Il fait partie de l’International Network of Museums for Peace.
En 2002, le musée s’est agrandi avec l’ouverture d’une nouvelle aile principalement consacrée  à la guerre froide. Les deux parcours muséographiques réunis couvrent les années de 1919 à 1989, du traité de Versailles à la chute du mur de Berlin.
En 2009 et 2010, le Mémorial de Caen a rénové ses parcours en ouvrant quatre nouveaux espaces de visite : « Guerre mondiale, Guerre totale » et « Le Débarquement et la Bataille de Normandie » dans la partie consacrée à la Seconde Guerre mondiale, « Berlin au cœur de la guerre froide » dans la partie consacrée à la guerre froide.
Depuis 2006, le Mémorial est en constante mutation, chaque année ses parcours permanents étant modifiés.
Le Mémorial porte également un regard sur l’actualité du monde. Il organise régulièrement des événements publics : conférences, rencontres, colloques, expositions temporaires ou encore concours de plaidoiries pour la défense des droits de l’homme.

## Le musée

### Historique
L'idée d'un Mémorial pour la paix est venue du maire de Caen, Jean-Marie Girault en 1969. Le 10 septembre 1986, les 13 premières pierres du bâtiment sont posées à l’emplacement du poste de commandement du général Wilhelm Richter, commandant la 716e division d’infanterie allemande pendant le Débarquement et la bataille de Normandie. Le bâtiment est inauguré le 6 juin 1988 par le président de la République française François Mitterrand en présence des chefs d'État ou de gouvernement de onze autres pays impliqués dans la bataille de Normandie.

### Le bâtiment
Ce « musée pour la Paix », initialement conçu par l'architecte Jacques Millet aidé du muséographe Yves Devraine, réunit une collection de plus de 8 000 objets et de plus de 100 000 documents traitant pour l'essentiel de la Seconde Guerre mondiale principalement en Europe. Les parcours permanents sont organisés de manière chrono-thématique et propose une place centrale à la Shoah. À noter que depuis 2008, le Mémorial de Caen est devenu le lieu de dépôt des objets de fouille de la « Shoah par balles » relevés par la Fondation Yahad In Unum.
Le parvis d'accès au musée est bordé d'un côté par les mâts portant les drapeaux des principaux pays impliqués dans la Bataille de Normandie, et de l'autre côté par une vitrine exposant les douze « premières pierres » de l'édifice, extraites de leur sol par chacune des douze nations concernées, et ornées d'une inscription lapidaire dans chacune de leurs langues. La pierre norvégienne se distingue des autres en ce qu'elle n'a pas été taillée et fut offerte encore recouverte de mousse, en symbole de respect absolu de la vie.
Quelques points marquants :
- En dessous du bâtiment, l'impressionnant bunker de commandement du général Richter où sont maintenant présentés la vie quotidienne des soldats allemands sous l'occupation, le système mis en place par les Allemands et les lignes de défense allemandes.
- Dans la Vallée du Mémorial (anciennes carrières), deux jardins furent édifiés en mémoire de deux des forces alliées qui ont combattu pour la Libération : le jardin canadien et le jardin américain. En 2004, un troisième jardin est inauguré : le jardin britannique.
- Sur l’entrée principale de l'édifice, on peut lire cette phrase : « La douleur m’a brisée, la fraternité m’a relevée, de ma blessure a jailli un fleuve de liberté » (texte de Paul Dorey, poète de Caen : il s'exprime au nom de la Normandie).
- Une maquette (reproduction taille 9/10) d'un Hawker Typhoon, chasseur-bombardier britannique produit dès 1941 aux couleurs de la RAF, est suspendue dans le hall principal.

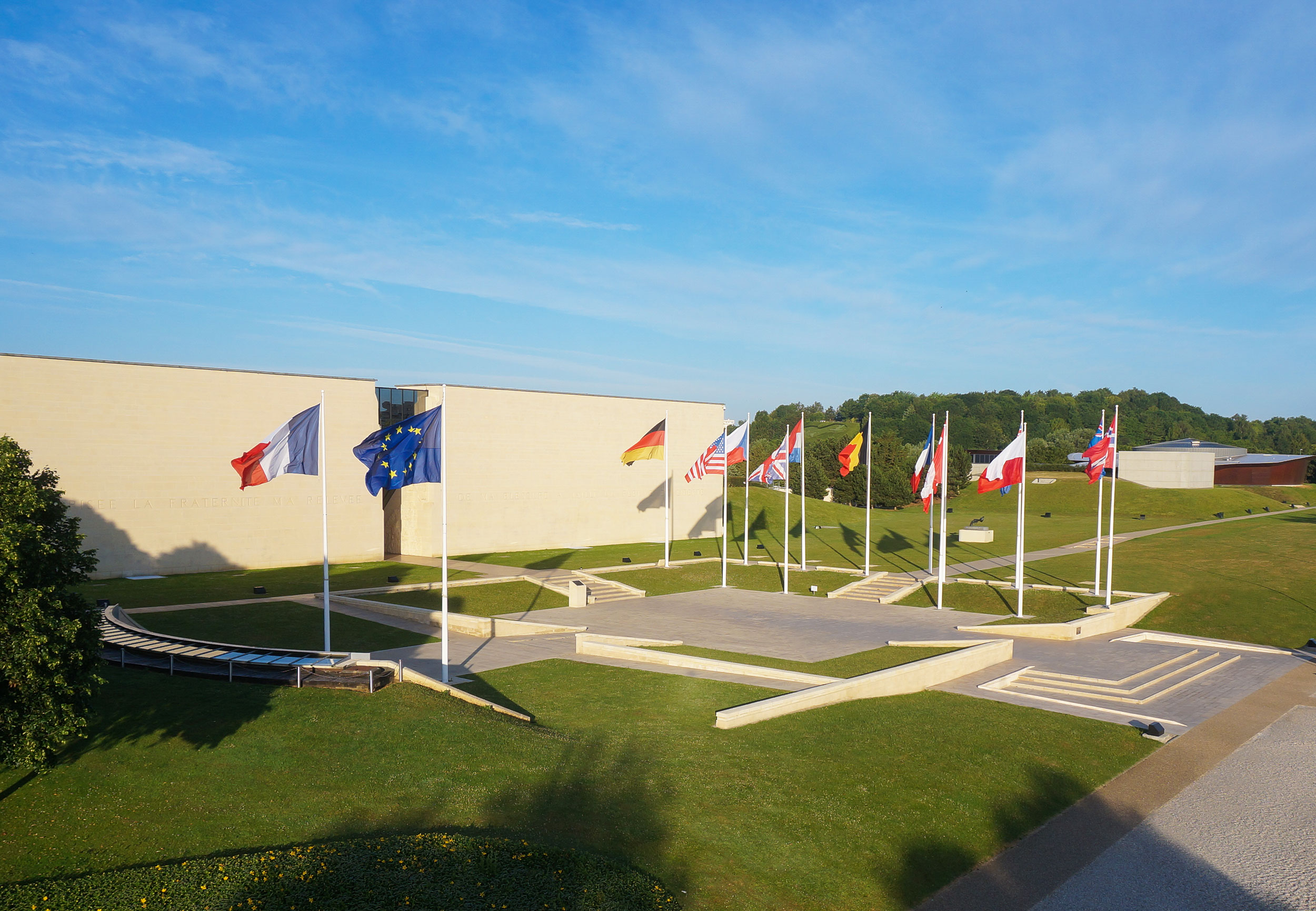
Le Mémorial de Caen.
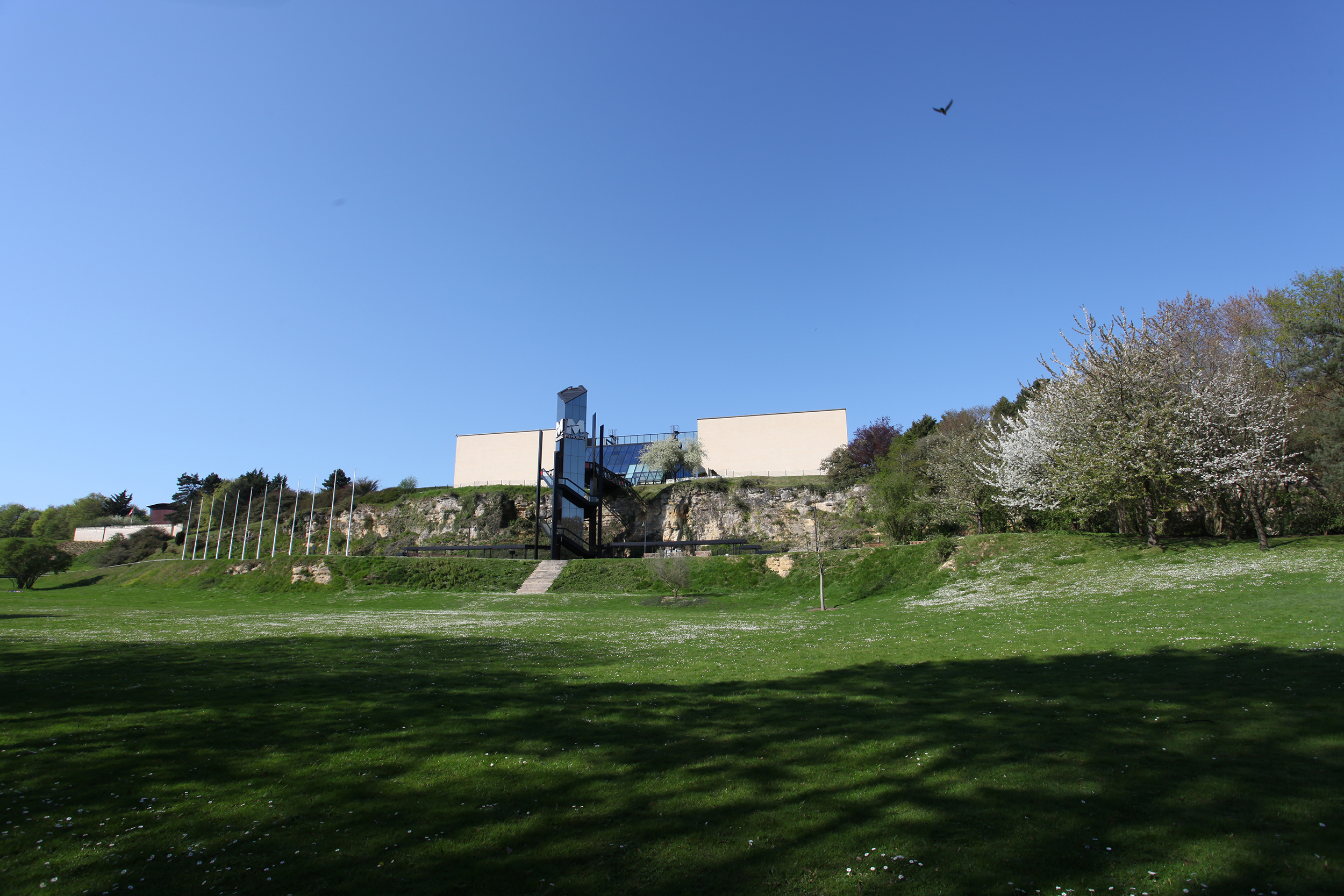
Les jardins du Mémorial.
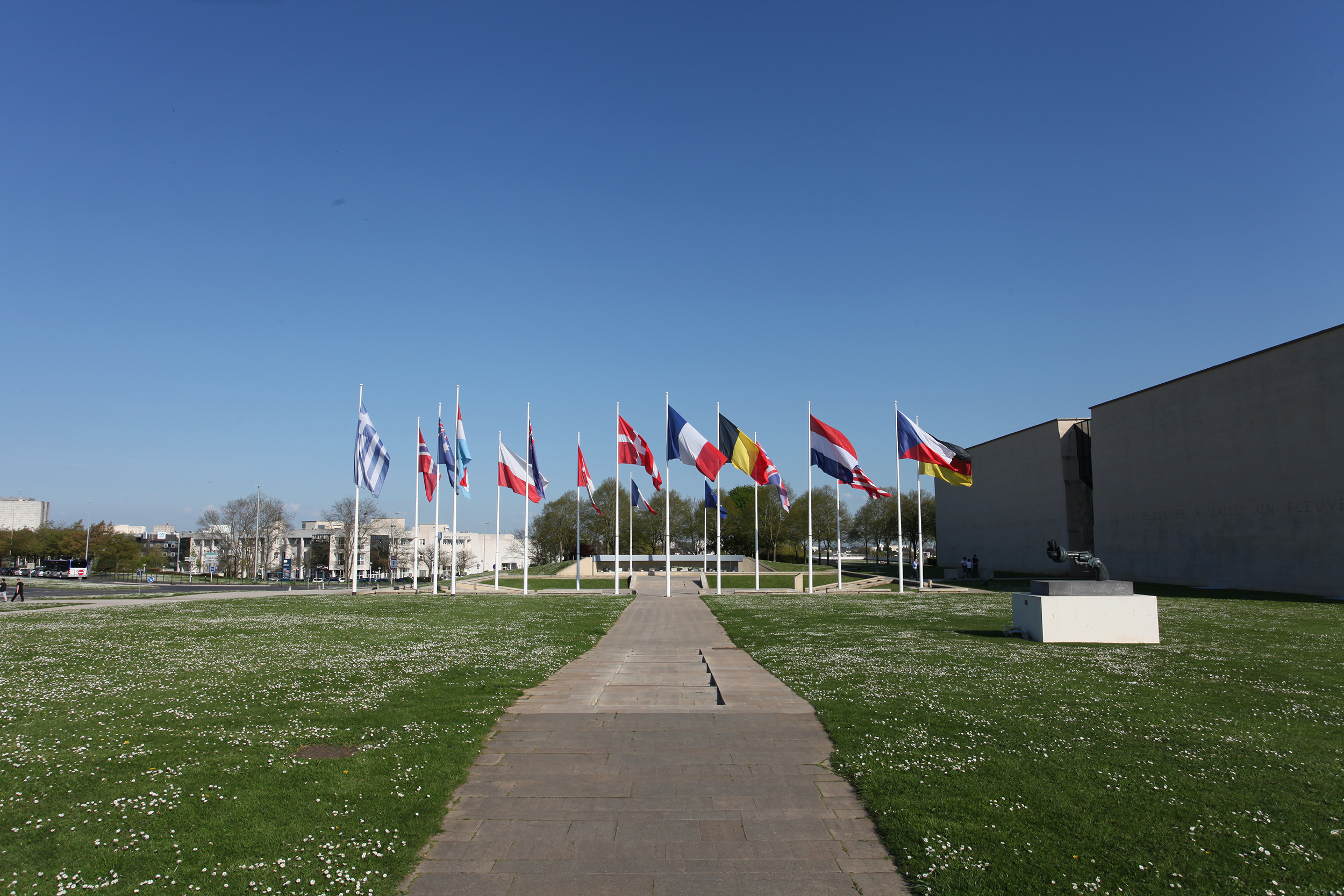
L'esplanade du Mémorial de Caen.

## Scénographies

### Parcours «Le Monde avant 1945»
Des origines de la Seconde Guerre mondiale à la fin de la guerre, ce premier parcours raconte et explique ce que fut la première moitié du XXe siècle.

#### 1918/1939 (nouveau parcours depuis février 2022)
Ce nouvel espace centré sur l’Allemagne de 1919 à 1939 permet aux visiteurs de comprendre les différentes étapes internationales et locales qui conduiront à nouveau à la guerre.

#### La drôle de guerre de septembre 1939 à mai 1940 (salle entièrement refaite en 2016)
Un nouvel espace présenté en 2016 présente aux visiteurs ce que fut la drôle de guerre sur 3 niveaux de lecture français, britannique et allemand. Cet espace précède un film de 9 minutes sur l'effondrement français de mai-juin 1940.

#### La France des années noires (nouveau parcours depuis janvier 2023)
Ce nouvel espace invite les visiteurs après la défaite française. Quelle est la vie quotidienne des Français, les différentes formes de collaboration et une chronologie de la Résistance de 1940 à 1945. « La France vaincue, le choix de la collaboration » reste dans le prolongement de l’effondrement de Mai-Juin 1940 expliqué par un film. Le Mémorial de Caen approfondit la nature même du régime de Vichy nationaliste et collaborationniste. Une nouvelle vitrine est consacrée aux prisonniers de guerre français.

#### Guerre mondiale, guerre totale
Ce parcours a ouvert en 2010. Il a été créé en partenariat avec l'association Yad-In Unum et la Fondation pour la Mémoire de la Shoah.

##### De la Guerre européenne à la Guerre mondiale
1941 : l’Allemagne lance l’opération Barbarossa contre l’URSS et le Japon attaque Pearl Harbor. Soviétiques et Américains rejoignent alors les Alliés dans leur lutte contre les pays de l’Axe : le conflit devient mondial.
Quelques objets :
- Machine à coder Enigma type M4, utilisée par la Kriegsmarine

Allemagne, 1943. Dépôt Norwegian Armed Forces Museum, Oslo.

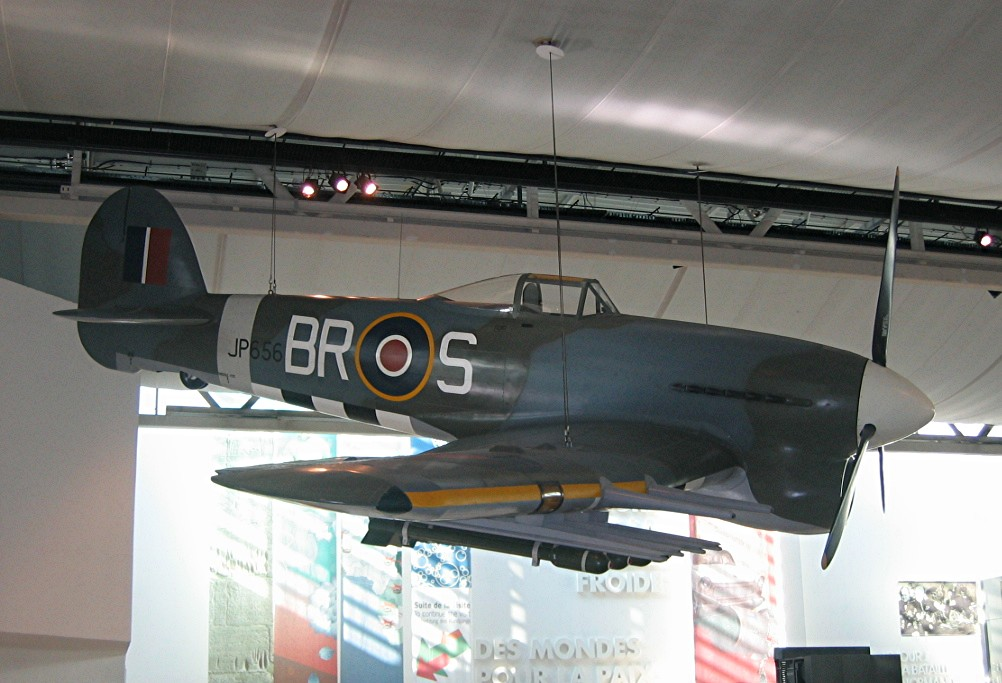
Maquette à l’échelle 1 du Hawker Typhoon aux couleurs de la RAF.
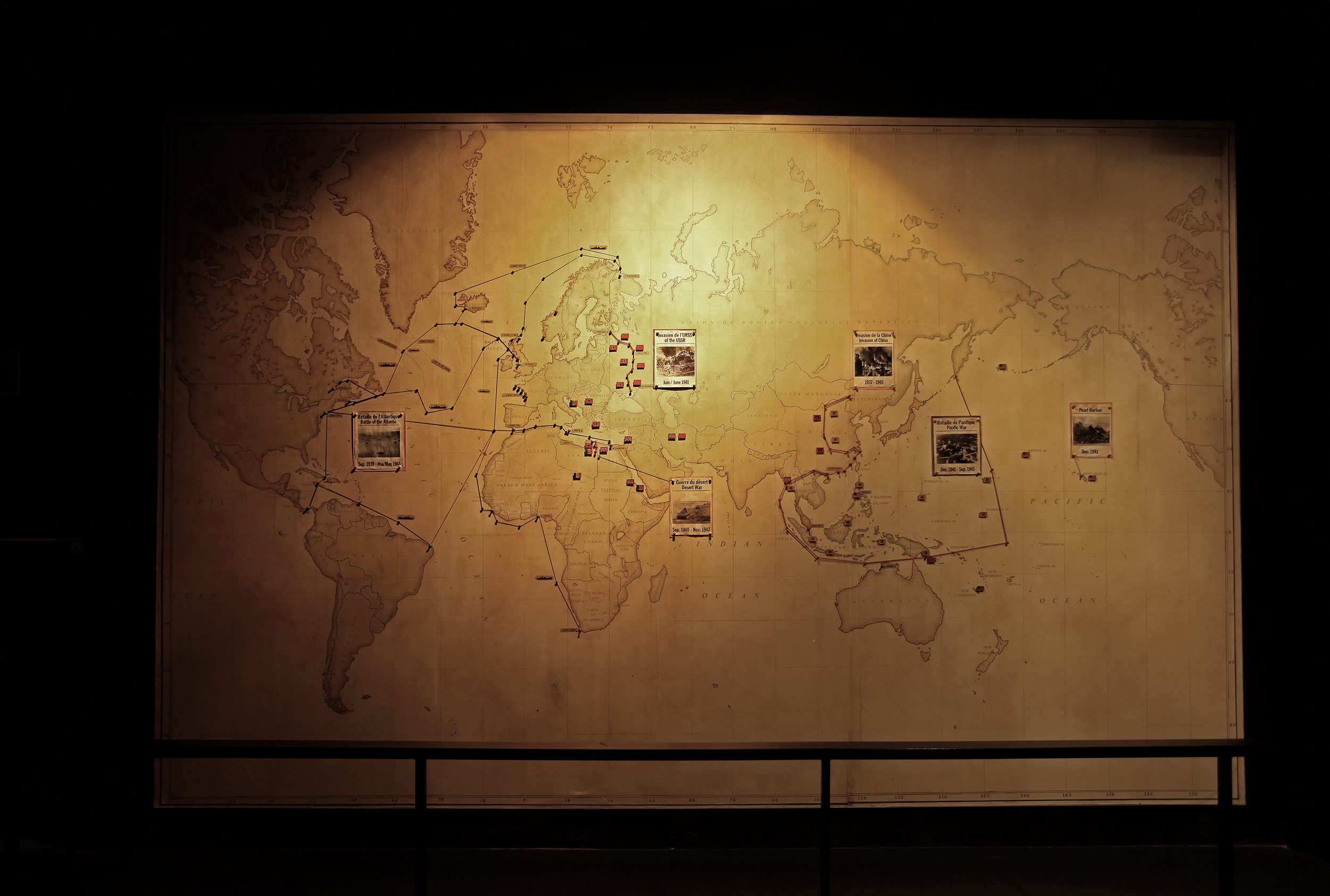
Carte de la mondialisation du conflit présentée dans les parcours du Mémorial.
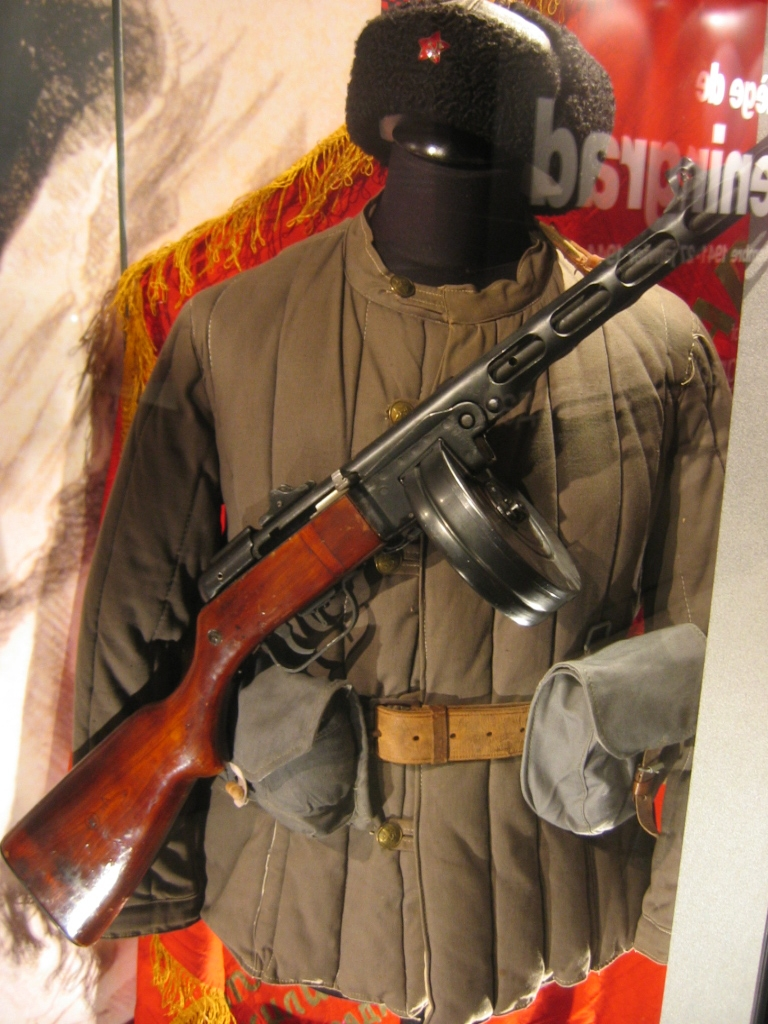
Uniforme soviétique.
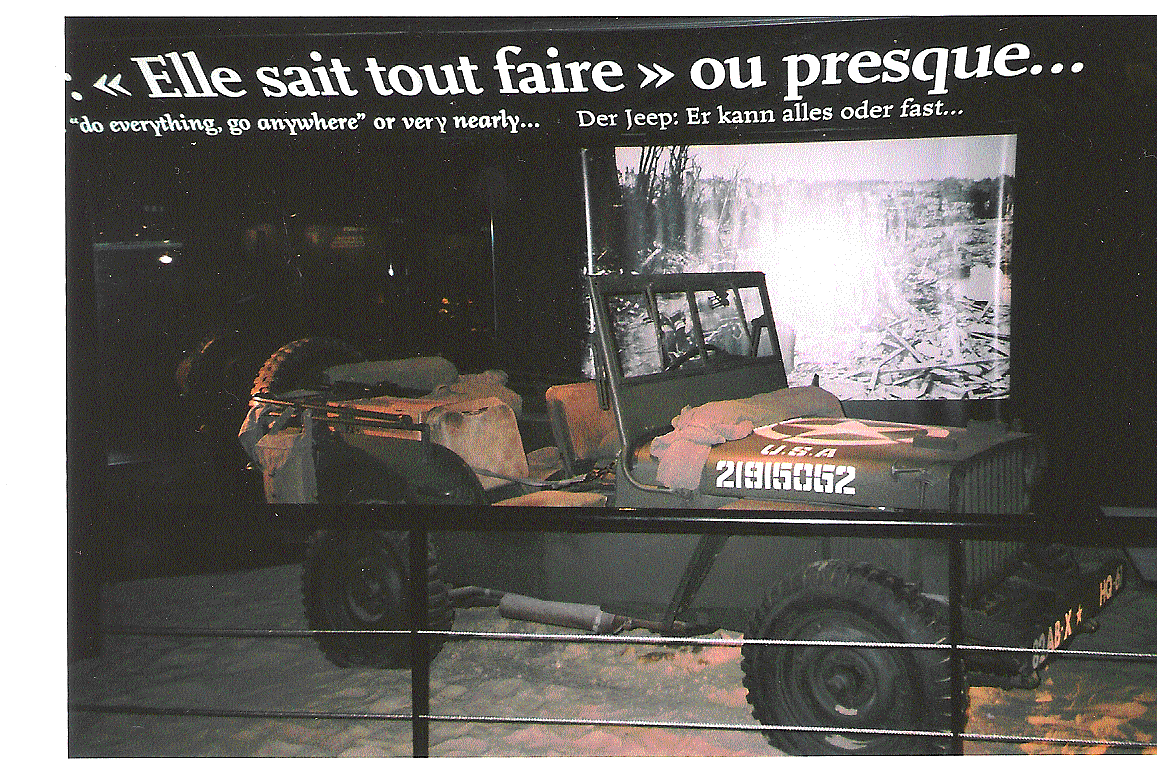
« Jeep : « Elle sait tout faire », ou presque... »

##### Génocide et violences de masse, l’extermination des Juifs en Europe
Depuis janvier 2023, une cartographie du continent européen pour comprendre l’ampleur de la Shoah ouvre la partie consacrée à l’Holocauste. Shoah par balles, centres de mise à mort, déportation des Tsiganes, violences de l’armée japonaise… C’est dans un climat de violence inouïe qu’ont été perpétrées ces tueries de masse en Europe mais aussi en Asie-Pacifique entre 1937 et 1945.
Quelques objets :
- Des objets trouvés à proximité de fosses d'exécution, preuve de la Shoah par balles en Ukraine

Kamenets-Podolsk, 1941-1944. Dépôt Yahad-In Unum.
- Cartable ayant appartenu à Roger Stern, enfant juif déporté à Auschwitz avec son frère André et ses parents par le convoi no 64 du 7 décembre 1943. Ce cartable est présenté dans l’état dans lequel il a été retrouvé par Jean Gourdon, qui s’est rendu sur le lieu d’habitation de la famille juste après son arrestation. Le cartable, avec ses livres, ses cahiers et ses fournitures d’école, était resté dans la cour de l’immeuble.

Dépôt Mémorial de la Shoah/CDJC (Paris), coll. Stern-Gaillard.
- Traineau de fortune utilisé lors du siège de Leningrad.

Union soviétique, 1943-1944. Dépôt du Musée central des forces armées, Moscou.
- Sabre de sous-officier japonais.

Japon, 1937-1944. Collection Le Mémorial de Caen.

##### Civils et Guerre totale (nouveau parcours depuis janvier 2023)
Cette nouvelle salle intitulée « Efforts de guerre et propagandes », présente un nouveau film. D’une durée de 6 minutes, il est projeté en continu sur un écran de 10 mètres de long. Réalisé en partenariat avec la société Tempora, ce film traite de l’effort de guerre des belligérants, de la propagande et son impact sur les sociétés.
De part et d’autre du film, sont présentés des objets et archives qui traitent de l’effort de guerre, de la propagande et de l’endoctrinement de la jeunesse. La question de « l’endoctrinement de la jeunesse » préparée depuis des années grâce à l’acquisition de jeux et jouets de guerre pose la question de la « Guerre totale ». Dans ce même espace sont abordés la question centrale des déportations et de l’effort de guerre.
Quelques objets :
- Jeux jouets et propagande : Uniforme d’aviateur, pour enfant, de l’US Army Air Force États-Unis, 1942-1945.

Collection Le Mémorial de Caen.
- Effort de guerre et exploitation : Robe de travail ayant appartenu à Louise Cardelec, résistante de Dives-sur-Mer (Calvados).

Collection Le Mémorial de Caen.

##### Les sociétés face à la guerre
Cette salle rend compte de la manière avec laquelle les hommes - civils et militaires - ont vécu, ont cohabité et ont perçu ces années de guerre.
Quelques objets :
- L’Affiche Rouge, éditée par le bureau de la propagande allemande en France et diffusée après le procès du groupe de résistance F.T.P.-M.O.I. (Francs-Tireurs et Partisans – Main d’œuvre Immigrée) de Missak Manouchian.

France, mars 1944. Collection Le Mémorial de Caen.
- Bouteille en verre retrouvée dans le sol près d’un corps ayant perdu sa plaque d’identification. Le grenadier Otto Fischer appartenant au 6e régiment de la 6e division de montagne SS « Nord » est tombé sur le front de Finlande. L’identité du soldat est révélée sur la feuille de papier insérée à l’intérieur de la bouteille.

Dépôt Deutsche Dienstelle (WASt), Berlin.
- Uniforme de lieutenant de la mission militaire de liaison administrative française (MMLA) auprès du 30th British Corps. 1943-1944. Cette tenue a été portée par Jaqueline Simon-Moncorgé, volontaire féminine de France Libre engagée à New York en 1943 et qui a débarqué avec 60 autres femmes de la MMLA en Normandie, près d’Arromanches le 23 juin 1944.

Collection Le Mémorial de Caen – Don de Madame Jacqueline Simon-Moncorgé.
- Lance-fusées BM – 13 Katioucha. En 1938, l'URSS entreprend, dans le plus grand secret, le développement d'un lance-fusées multiple motorisé. Les unités spéciales sont formées par le NKVD pour employer cette nouvelle arme. L'Armée rouge l’utilise pour la première fois avec succès en juillet 1941 à Orcha. De conception simple et robuste, plus de 10 000 Katioucha  (diminutif de Katerina) sont produites. Fournissant une concentration de feu brutale et instantanée, elle se révèle être d'une redoutable efficacité. Le son strident émis au départ des salves terrifie les combattants allemands qui lui donnent le nom d'orgues de Staline.

Dépôt du Musée des Forces Armées – Moscou.

##### Reconquêtes et libérations
Entre combats, bombardements massifs des villes, affrontements de guerre civile et représailles aveugles contre les populations, les guerres de libération achèvent progressivement de dévaster une Europe et une Asie qui sortent épuisées de l'épreuve.
Quelques objets :
- Lettres écrites sur des feuilles de papier cigarette par le résistant Marcel Maillard lors de son incarcération à Fresnes. Il transmettait les lettres adressées à sa femme ainsi que des rapports établis par Jean Alezard, un cadre FTP de la région parisienne, à son avocat. Marcel Maillard est fusillé le 11 avril 1944 avec 19 codétenus.

France, 1944. Collection Le Mémorial de Caen / Fonds Frédéric Dalbeugue.
- Petit cercueil en bois adressé à un collaborateur par la Résistance.

France, 1944. Collection Le Mémorial de Caen.
- Robe confectionnée à la Libération pour une adolescente à partir de foulards imprimés reproduisant les portraits des chefs politiques des pays alliés.

Collection Le Mémorial de Caen.

##### Bilans et sortie de guerre
Cette salle dresse le bilan, humain et matériel, d’une guerre totale de dimension planétaire qui a bouleversé l’état du monde et fait perdre à l’Europe son rang et son pouvoir d’influence au profit des États-Unis et de l’URSS, les grands vainqueurs du conflit.
Quelques objets :
- Crayonnés réalisés par le juge Robert Falco siégeant au tribunal de Nuremberg.

1945-1946. Collection Le Mémorial de Caen.
- Minutes du procès des grands criminels de guerre devant le Tribunal Militaire International de Nuremberg, éditées en langue française. La série complète se compose de 41 volumes.

France, 1948. Collection Le Mémorial de Caen.
- Valise en cuir ayant appartenu à Adolf Hitler retrouvée dans les ruines du Berghof par un soldat de la 2e division blindée du général Leclerc.

Mai 1945. Dépôt Mémorial Leclerc et de la Libération de Paris – Musée Jean Moulin.

#### Le Débarquement et la Bataille de Normandie
Cet espace est exclusivement consacré à la Bataille de Normandie dans son intégralité, épisode essentiel de la libération de l’Europe. Peu de gens savent en effet à quel point la Normandie, passé le 6 juin 1944, a souffert. 20 000 Normands sont morts soit 1/3 de tous les civils français tués durant la Seconde Guerre mondiale. Destructions des villes, bombardements massifs, batailles d’une férocité comparable à celles du front de l’Est, évacuation et souffrances des civils, fuite et poursuite de l’armée allemande. Des témoignages exceptionnels de civils et soldats rendent compte de l’intensité de la bataille.
Ce parcours a ouvert en 2010.
Quelques objets :
- Poste à galène d’André Heintz, résistant caennais. Il a eu l’idée de le cacher dans une boîte d’épinards Olida, elle-même dissimulée dans une caisse de haricots secs à la cave de son domicile. Il lui permettait d’écouter clandestinement les messages codés adressés à la résistance sur les ondes de la BBC.

Collection Le Mémorial de Caen.
- La robe de mariée en toile de parachute.

#### Le filmLe Jour J et la Bataille de Normandie
Composé à partir d'images d'archives allemandes, françaises, canadienne, britannique, américaines, ce film de 19 minutes permet de comprendre la durée et la violence de la Bataille de Normandie qui démarre le 6 juin 1944 et se termine avec le bombardement du Havre en septembre 44.

### Parcours «Le Monde après 1945»
De la fin de la Seconde Guerre mondiale à la chute du Mur de Berlin, la seconde moitié du XXe siècle est ici racontée. Le Mémorial de Caen est le seul musée en France à présenter une vision complète des années 1945 à 1989.

#### Le face-à-face idéologique
Une machine à pop corn, un néon publicitaire à l’Ouest, une radio à fréquence unique, une carte du parti communiste à l’Est… C’est l’évocation rapide du choc de deux mondes, de la vie quotidienne et de la propagande, mais aussi celle des contestations et de la répression.
Quelques objets :
- Une Trabant
- Une Lincoln Continental
- L’exemplaire de L’Archipel du Goulag, livre de Soljenitsyne interdit en URSS,
- La gamelle ayant appartenu au Français Jacques Rossi, détenu 19 ans au Goulag
- Le règlement intérieur d’un baraquement du goulag volé par l’écrivain Alexandre Guinzburg lors de sa libération.

#### Les crises de la guerre froide

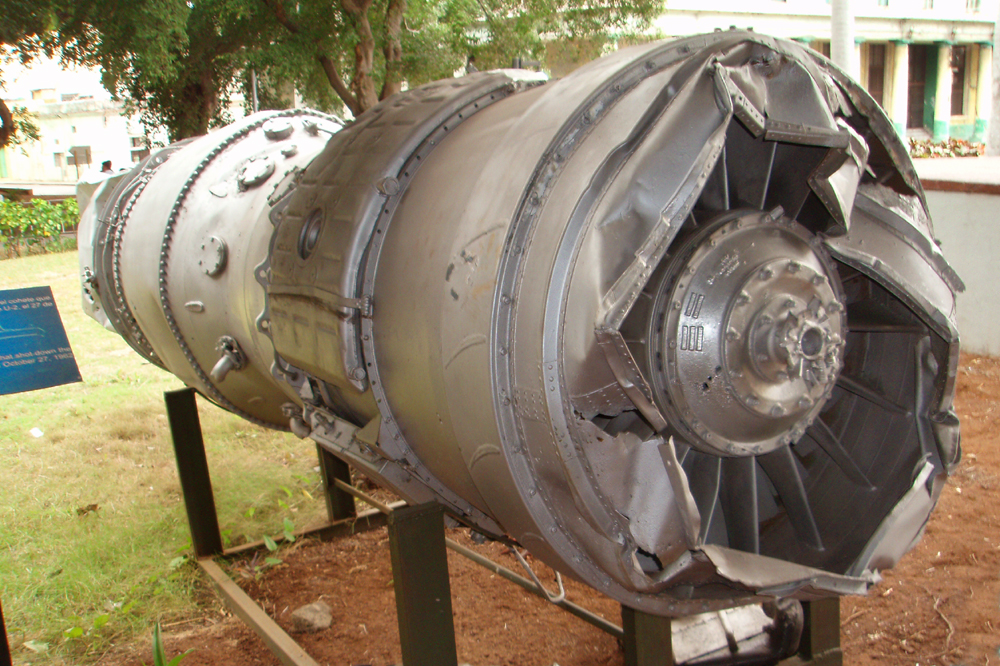
Le moteur du Lockheed U-2 abattu en 1962 au musée de la Révolution à La Havane.

Composée de photographies, d'archives, mais aussi des débris de l’avion Lockheed U-2 abattu en 1962 pendant la crise des missiles de Cuba, cette scénographie présente les dates-clés et les protagonistes de la guerre froide.
Objet :
- Les restes de l'avion U-2 du major Anderson. Le 27 octobre 1962, au plus fort de la crise de Cuba, un avion de reconnaissance américain U-2 et son pilote, le major Rudolf Anderson, sont abattus au-dessus de l'île. Le lendemain, Kennedy et Khrouchtchev, sur la base d'un réel rapport de force, évitent de peu l'affrontement nucléaire.

Trois morceaux de tôle d'alliage léger de l'avion, conservés au musée de la Révolution de La Havane, sont présentés au Mémorial.

#### L'équilibre de la terreur
Un authentique Mig-21 soviétique, un missile français du plateau d’Albion, une bombe atomique américaine… apportent les preuves du caractère effréné de la course à l’armement en général et à l’arme nucléaire en particulier. « L’équilibre de la terreur » entre les deux blocs s’installe.
Quelques objets :
- Le Mig-21, avion de chasse soviétique.
- La tête nucléaire d’un missile thermonucléaire SSBSS3 provenant du site de lancement du plateau d’Albion en Haute-Provence. C’est à l’intérieur de cette coiffe de forme conique, haute de 4 mètres et pesant 2 tonnes, que se logeait la tête nucléaire (l’ogive et la charge) d’une puissance de 1 000 kilotonnes. 18 missiles de ce type (SSBSS3), d’une hauteur totale de 14 mètres et d’un poids avoisinant les 26 tonnes, étaient installés dans leur silo de lancement sur le plateau d’Albion. Jusqu’au démantèlement du site en 1996, le missile SSBSS3 pouvait à tout moment frapper le géant soviétique et ses pays satellites.

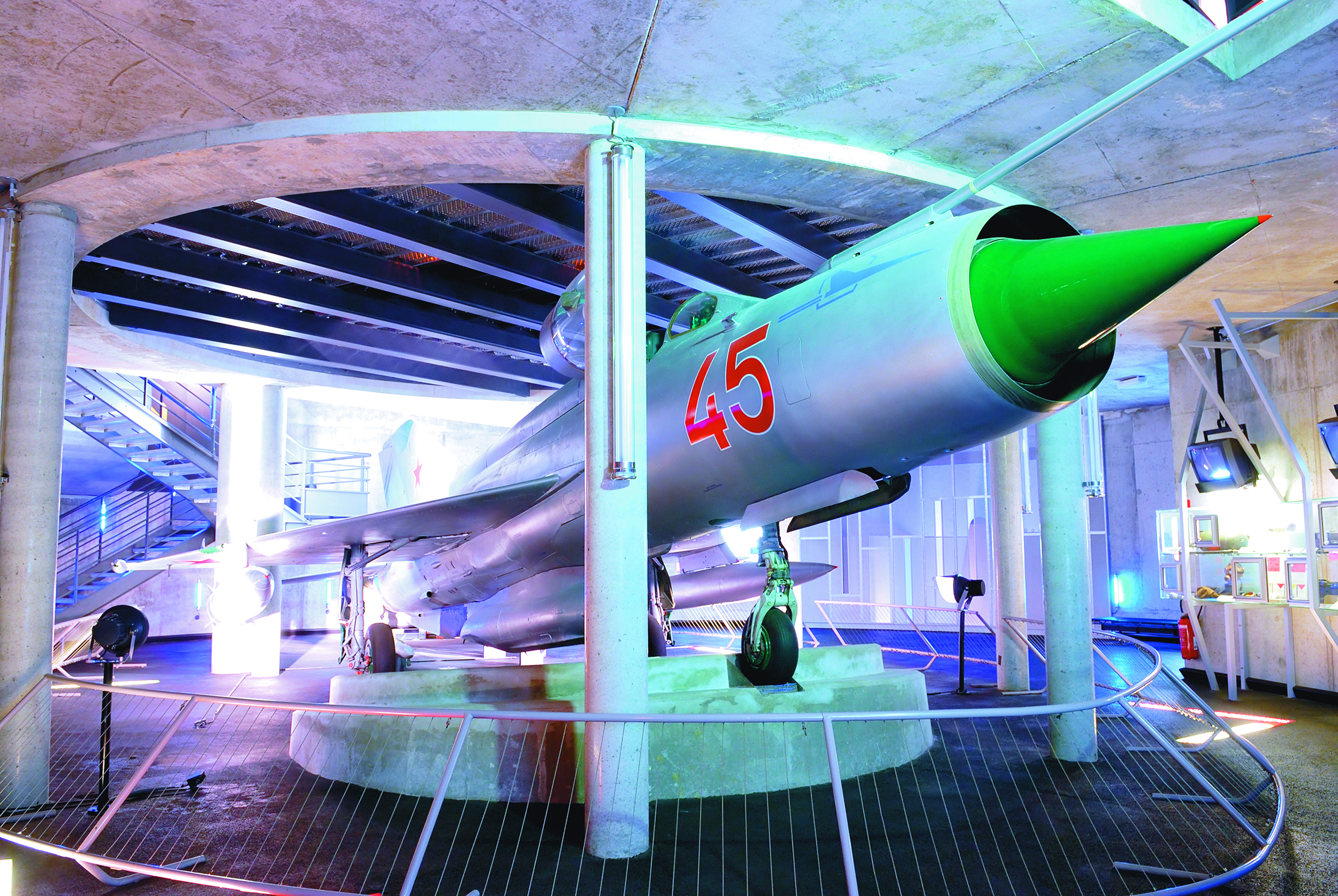
MiG-21 soviétique présenté dans les parcours du Mémorial.
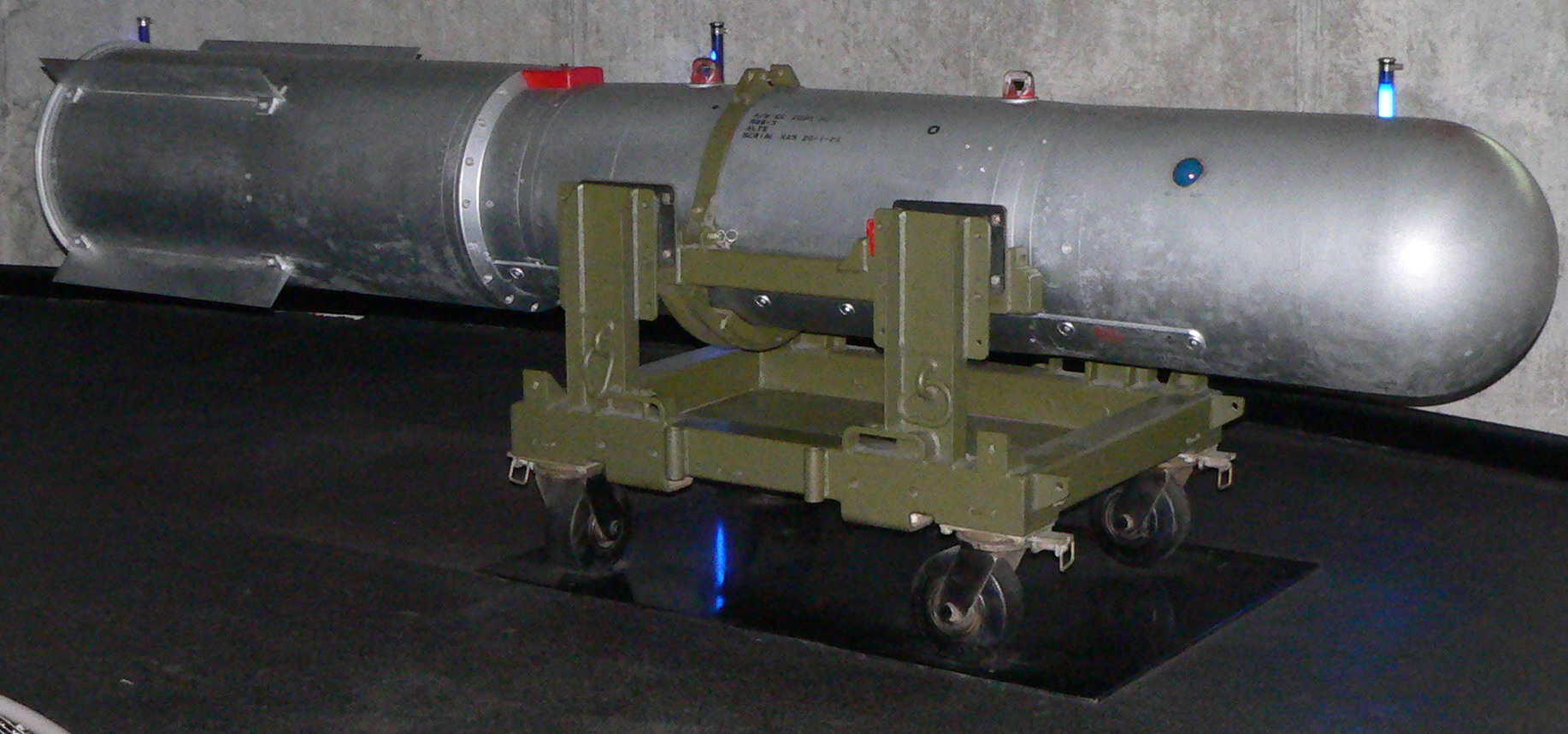
Espace guerre froide (bombe atomique B28 FI).

#### Berlin au cœur de la Guerre froide
La ville de Berlin est devenue le symbole de la Guerre froide, celui de tous les antagonismes Est-Ouest. Partagée, depuis juillet 1945, entre les États-Unis, la Grande-Bretagne, la France et l’Union Soviétique, l’ancienne capitale allemande a connu de fortes périodes de tensions avant et après la fermeture de la frontière intra-berlinoise, en août 1961. À partir de cette date, Allemands de l’Ouest et Allemands de l’Est vivent séparés de part et d’autre du Mur jusqu’à son ouverture le 9 novembre 1989.
Conçu autour de pans du Mur recouverts d'inscriptions par les Berlinois, cet espace de 400 m2 présente aux publics des objets et films qui racontent la vie avant et après la chute du Mur.
Cet espace clôt la visite du parcours actuellement consacré à la « Guerre froide ». Il a ouvert en novembre 2009 à l'occasion du 20e anniversaire de la chute du Mur de Berlin.
Quelques objets :
- Deux pans du Mur de Berlin. À leur sommet (3,60 m) culmine un tuyau en ciment pour empêcher toute tentative de fuite par accrochage de grappins. Peints peu après la chute du Mur côté Est par l’artiste Manfred Butzman, ces pans de béton ont été sauvegardés lors du démantèlement. Le badigeon appliqué par la police est-allemande n’ayant pas résisté aux intempéries, la fresque est par bonheur réapparue. L’artiste a représenté des lapins, très présents dans le no man’s land du système Mur, pour symboliser le sort des fugitifs (« se faire tirer dessus comme des lapins ») et plus largement pour en faire un symbole de liberté et de paix. La formule « Hase bleibt Hase », « Lapin pour toujours », prône une révolution pacifique.
- Une Trabant. La voiture par laquelle le régime socialiste entendait symboliser sa réussite a finalement servi de vecteur à la liberté : après la chute du Mur et la dépénalisation du passage à l’Ouest par les autorités de la RDA, des files interminables de Trabant se sont pressées vers la frontière.

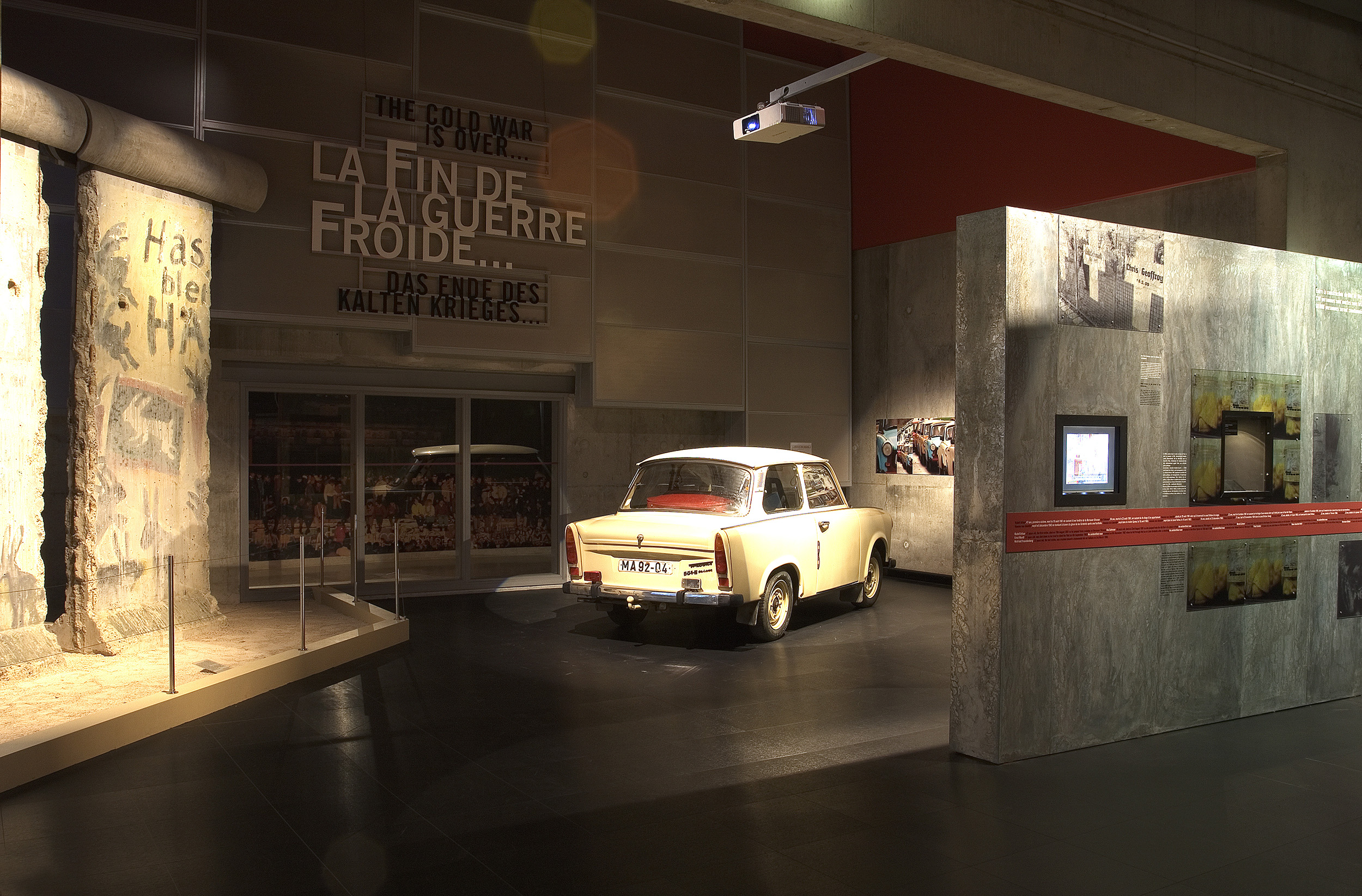
L'espace Guerre froide des parcours du Mémorial, avec une Trabant est-allemande.
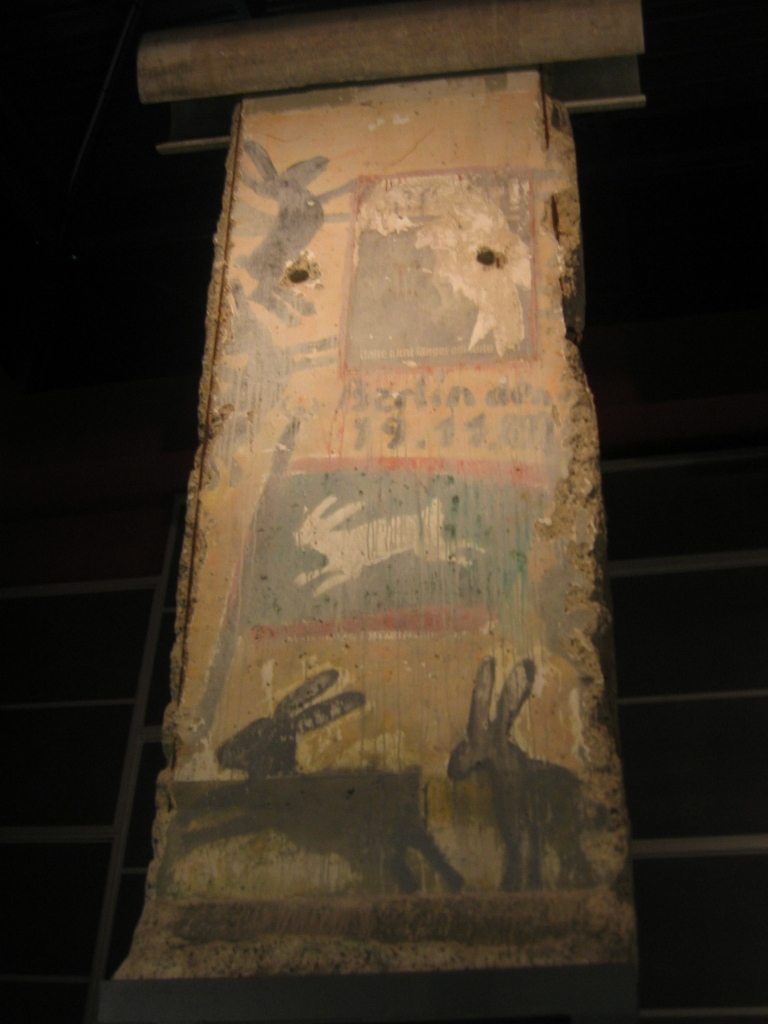
Espace guerre froide (Mur de Berlin).

#### Le filmEspérance
Jusqu'en 2014, le film de Jacques Perrin, Marc Baraduc et Pierre Fyot, d'une durée de vingt minutes environ, présentait une fresque historique allant des années 1930 à l'aube du 3e millénaire.[réf. souhaitée]

#### La salle immersiveL'Europe notre histoire
Une expérience visuelle et sonore inédite pour comprendre notre histoire européenne commune. Comprendre le 20e siècle européen, c’est comprendre notre temps, notre actualité. Mais pour le comprendre, il faut saisir l’enchaînement de trois guerres mondiales et européennes. La Première, la Seconde et la Guerre froide. Entre deux parcours qui expliquent et montrent ce que furent la Seconde Guerre mondiale et la Guerre froide, une liaison est proposée qui permet de saisir cet enchaînement. Causes et conséquences de l’histoire. Ce nouveau bâtiment abrite un film diffusé en 360° sur 11 écrans, entièrement composé d’images d’archives venues d’Europe. Ce film de 19 minutes intitulé « L’Europe, notre histoire » démarre par la promesse naissante d’un 20e siècle éblouissant et se termine par un avertissement pour toutes celles et ceux qui oublient que la paix est le bien commun le plus précieux mais aussi le plus fragile.[passage promotionnel]

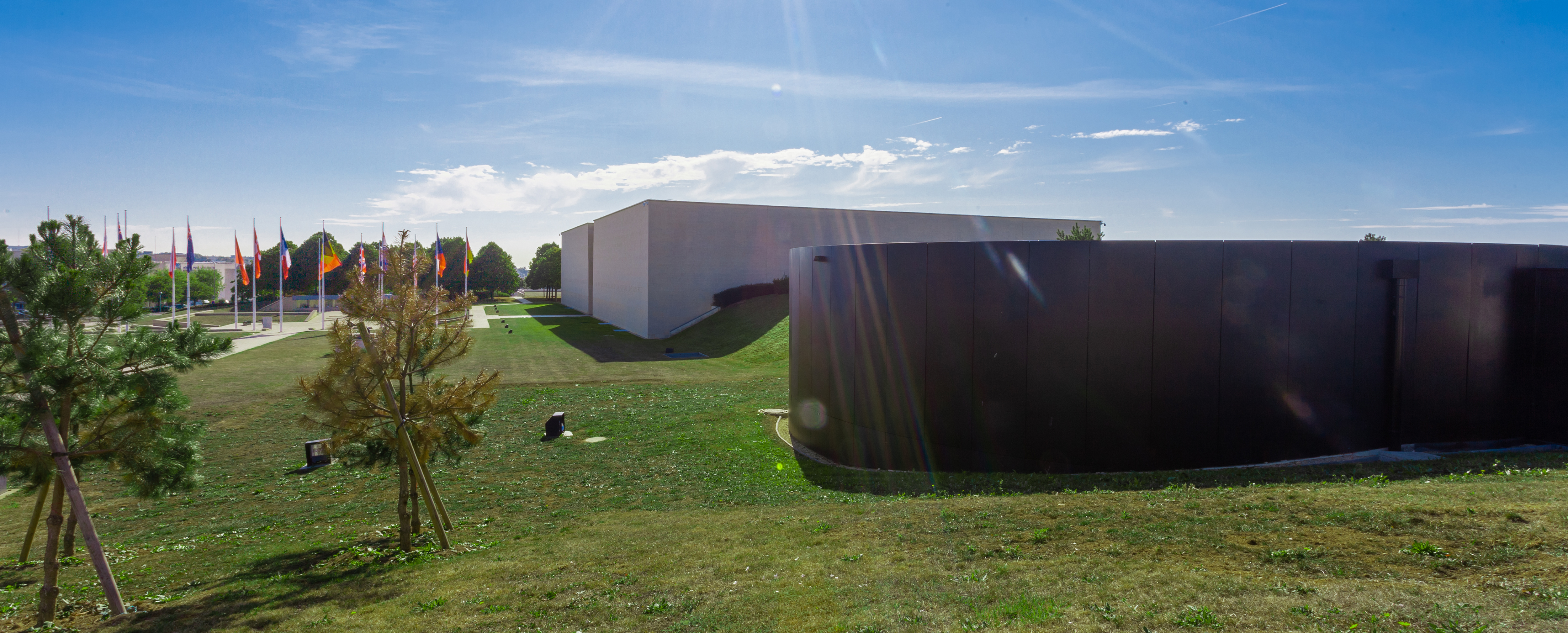
La salle immersive et le Mémorial de Caen.
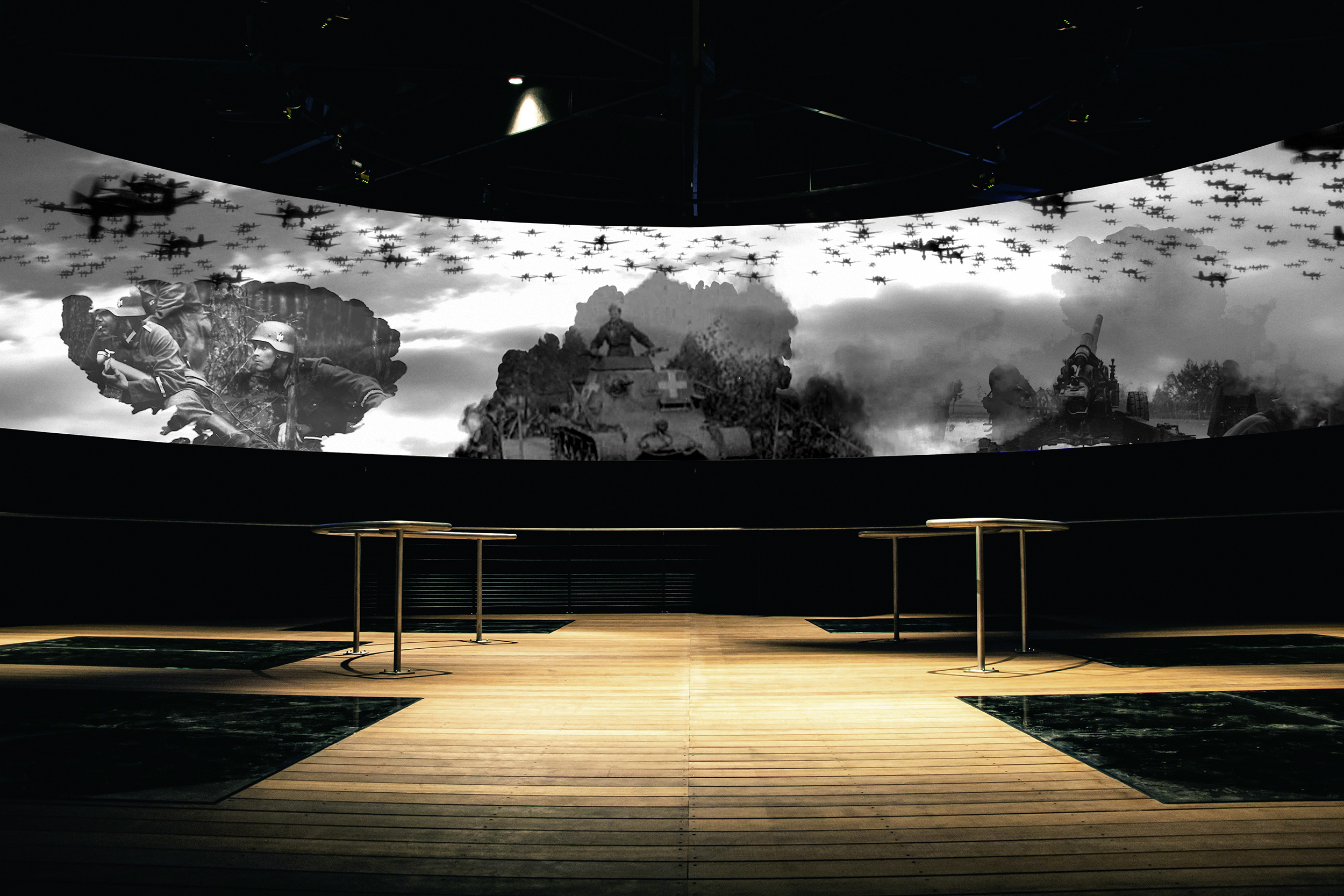
La salle immersive à 360°.

### Le bunker souterrain, poste de commandement du général Richter
Jusqu'en 2013, la Galerie des Prix Nobel de la paix était installée dans l’ancien poste de commandement du général Richter, commandant la 716e division d’infanterie allemande pendant le Débarquement et la bataille de Normandie. Dans cet espace, le Mémorial de Caen célébrait à sa façon les personnalités et les organisations qui se sont engagées pour la Paix.
Depuis janvier 2014, la scénographie a été complètement revue et le bunker abrite désormais une exposition qui explique l'histoire du site ainsi que l’occupation allemande et la résistance.

### Le Fonds Patrick Chauvel
Cette nouvelle exposition permanente, libre et gratuite, retrace la carrière du grand reporter Patrick Chauvel présent sur les conflits qui ont éclaté, partout dans le monde, ces 50 dernières années.
L'exposition présente plus de 100 photographies sélectionnées dans le fonds Patrick Chauvel. Du Vietnam en 1968 à l’Ukraine en 2019, le photographe raconte les guerres passées et actuelles. Cet espace consacré à 50 ans de travail sur le terrain rappelle l’histoire complexe des XXe et XXIe siècles, tout en mettant en lumière les valeurs et l’éthique du métier de journaliste.
Le fonds d’archives de Patrick Chauvel a été installé au Mémorial de Caen. Il contient 380 000 images, dont 80 000 numérisées, indexées en français et en anglais, et près de 1 000 heures de vidéo constituent cette source documentaire unique, couvrant la quasi-totalité des conflits de la Guerre froide et de la période post-11 Septembre. Tirages, négatifs, diapositives, vidéo, manuscrits ont ainsi été rassemblés et seront pour la première fois accessibles.

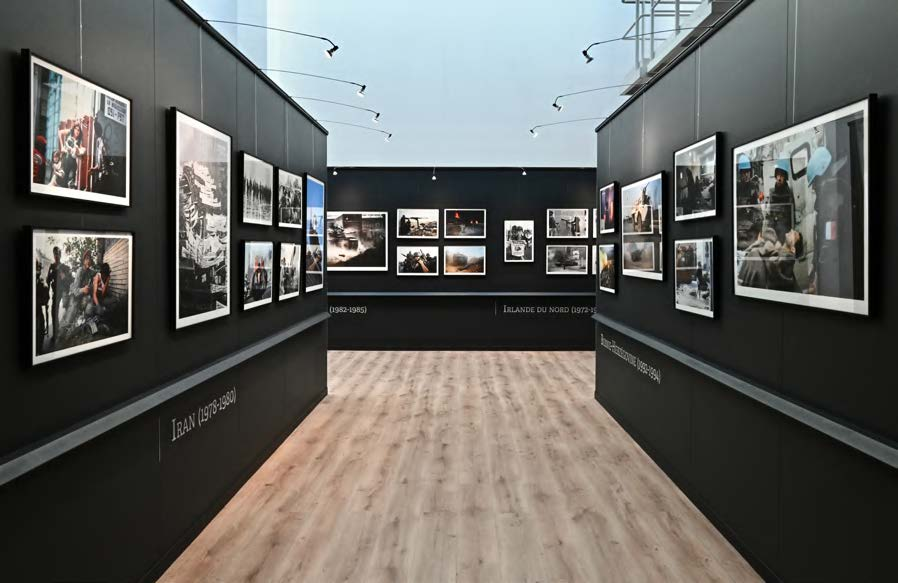
Exposition du Fonds Patrick Chauvel au Mémorial de Caen.

Grâce à la présence régulière du grand reporter, le Fonds Patrick Chauvel et le Mémorial de Caen proposent des rencontres pédagogiques sur les conflits contemporains, sur le rôle du reporter ainsi que sur la lecture et l’interprétation du reportage.

## Les collections
Constituées à partir de 1988, les collections du Mémorial de Caen rassemblent plusieurs milliers d’objets relatifs à la vie quotidienne des civils et des militaires de tous les pays belligérants pendant le second conflit mondial.

### Une importante collection d'objets, d'archives et de documentation
Grâce à une politique d’acquisition active et aux dons, les collections s’enrichissent année après année d’objets et de documents permettant de mieux appréhender l’histoire des mentalités et des sociétés en guerre. Les résistances, les déportations raciales et de répression, la propagande, les efforts de guerre, la captivité, le quotidien du soldat sur le front et l’art sont nos axes d’acquisition. Depuis 2002, les collections se sont ouvertes sur la période de la guerre froide.
Un fonds spécialisé d’archives et de documentation a été constitué au cours des années : 42 000 photos de reportages, documentaires ou historiques, 200 heures d’archives audiovisuelles, 500 cartons d’archives privées, plus de huit cents témoignages écrits et 1 000 heures d’archives orales ont été collectés et conservés afin de rendre compte de la vie des soldats et des civils au cours du second conflit mondial.
Ces documents sont accessibles au plus grand nombre sur rendez-vous.

### Un dépôt exceptionnel: Les preuves de la Shoah par balles
Le père Patrick Desbois a confié les objets de fouilles et les preuves de la Shoah par balles collectés par Yahad - In Unum au Mémorial de Caen.
Ces objets sont venus enrichir les parcours consacrés à l’extermination des Juifs et Tziganes d’Europe. Si la face « concentrationnaire » du génocide qui frappa les Juifs européens est aujourd’hui un sujet historique des plus documentés, ce n’est malheureusement pas le cas pour « la Shoah par balles » dans les pays de l’Est. Ce premier dépôt sera suivi en 2011 de celui des archives et documents papiers rassemblés par Yahad - In Unum, présidée par Patrick Desbois, dans les principaux pays parcourus depuis 2004 : Ukraine, Biélorussie et Russie.

## Jardins

### Les jardins du souvenir
Ces immenses jardins au pied du musée rendent hommage aux soldats morts à la guerre.
| Nom du jardin      | Localisation         | Illustration |
| Jardin américain   | 49,196289, −0,383113 |              |
| Jardin britannique | 49,198395, −0,387643 |              |
| Jardin canadien    | 49,19678, −0,386256  |              |

### Les monuments commémoratifs
Plusieurs monuments commémoratifs ont également été érigés.
| Nom du monument                            | Localisation           | Illustration |
| Stèle des forces armées polonaises         | 49,1962811, −0,3847447 |              |
| Monument aux fusillés de la prison de Caen | 49,1980789, −0,3865953 |              |

### Œuvres d'art dans et autour du musée
| Œuvre                                            | Auteur                                 | Localisation                                                    | Notes | Installation     | Coordonnées                        | Illustration                                     |
| ------------------------------------------------ | -------------------------------------- | --------------------------------------------------------------- | --- | ---------------- | ---------------------------------- | ------------------------------------------------ |
| Les enfants dénicheurs                           | Auguste Jean Baptiste Lechesne         | Dans les collections du musée                                   | Groupe sculpté érigée en 1862 dans la cour du musée des Beaux-Arts (ancien séminaire des Eudistes), puis en 1882 sur la place de la République. Endommagé par les bombardements de 1944. | À déterminer     | à géolocaliser                     | Les enfants dénicheurs                           |
| Centaure et Bacchante,                           | Arthur Le Duc                          |                                                                 | Érigée en 1880 dans la cour du musée des Beaux-Arts (ancien séminaire des Eudistes). Endommagée par les bombardements de 1944.                                                           | 1990             | 49° 11′ 51″ nord, 0° 23′ 06″ ouest | Le centaure et la bacchante                      |
| Non-violence                                     | Copie d'après Carl Fredrik Reuterswärd | À droite de l'entrée, au bord de l'esplanade général Eisenhower | | 2005             | 49° 11′ 52″ nord, 0° 23′ 04″ ouest | Non-violence                                     |
| Buste du lieutenant colonel Ian « Tommy » Harris | Vivien Mallock (en)                    | Dans le jardin du souvenir britannique                          | Représente Ian Harris (en). | 2014             | à géolocaliser                     | Buste du lieutenant colonel Ian « Tommy » Harris |
| Le martyre du chat                               | Philippe Geluck                        | Devant l'entrée, au bord de l'esplanade général Eisenhower      | Installée une première fois dans le cadre d'une exposition temporaire sur Le Chat. Acquise par la ville de Caen. Réinstallée en novembre 2023.                                           | 10 novembre 2023 | 49° 11′ 53″ nord, 0° 23′ 01″ ouest | Le martyre du chat                               |

Un exemplaire de Unconditional Surrender, inspiré de V-J Day in Times Square, de John Seward Johnson II a été installé sur l'esplanade général Eisenhower, devant l'entrée du Mémorial en 2014, mais a été retiré en 2016.

## Évènements

### Les expositions temporaires

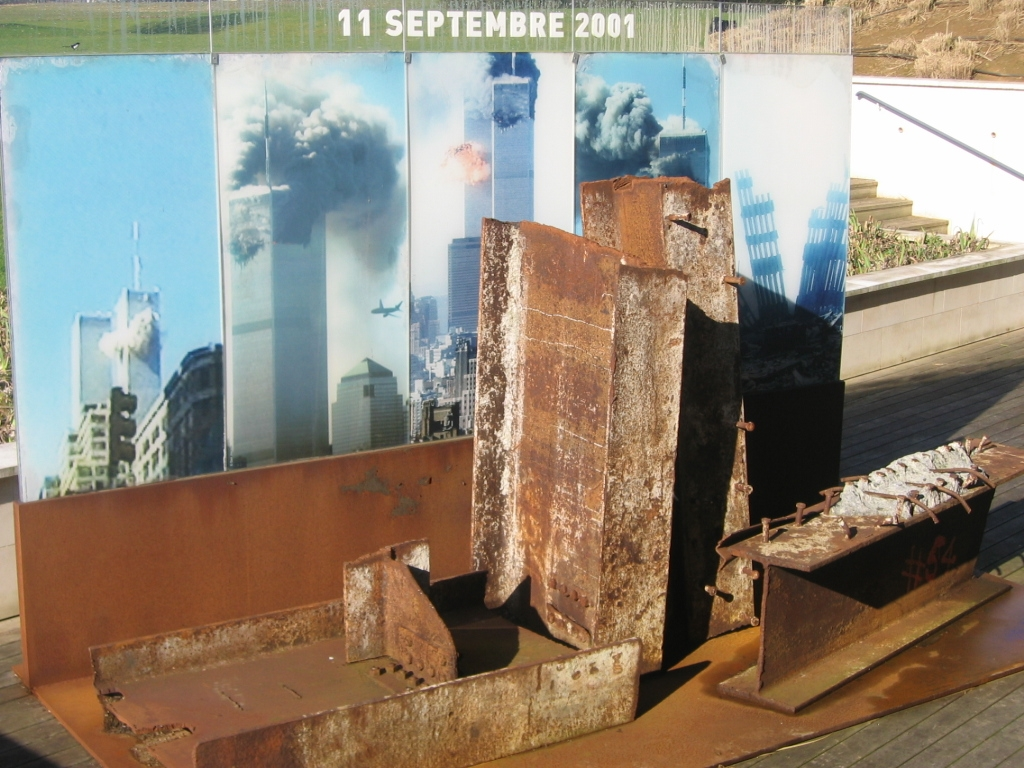
Exposition sur les attentats du 11 septembre 2001.

Toutes les expositions temporaires du Mémorial sont créées par le Mémorial à l'exception de l'exposition sur le massacre de Nankin, proposée en 2016 par le Mémorial de Nankin.
- Exposition 2023 : Années pop, années choc, 1960-1975. Du 22 juin au 31 décembre 2023. En partenariat avec la Fondation Gandur pour l’Art, l’exposition porte sur les mouvements sociaux, politiques et culturels de contestation en France de 1960 à 1975. Les œuvres d’artistes proches de la figuration narrative tels que Arroyo, Erró, Fromanger, Grau, Messac et Rancillac apportent une réflexion critique sur leur temps, de la guerre du Vietnam aux lendemains de Mai 68.
- Exposition 2022 : La lumière de l'ombre - Photographies des camps nazis 1988-2000", par Michael Kenna. Du 17 juin au 31 décembre 2022. L’exposition présente le projet personnel de Michael Kenna sur la mémoire des camps nazis. 80 tirages originaux de l’artiste, en noir et blanc, pour se confronter à l’horreur du système concentrationnaire et aux lieux témoins de la Shoah.
- Exposition 2021 : Le Monde du 11 septembre 2001. Du 11 juin 2021 au 31 mars 2022. En 2008, le Mémorial de Caen avait présenté, en partenariat avec le New York State Museum, la première exposition en Europe consacrée au 11 septembre 2001. L’exposition avait accueilli plus de   - Lire la suite
. Pour les 20 ans de cette attaque sur le sol américain, nous avons voulu dire à nos visiteurs que notre monde contemporain reste malheureusement celui de l’après 11 septembre 2001. D’où ce titre "Le Monde du 11-Septembre". L’exposition est divisée en 7 grands chapitres qui retracent les conséquences des attentats du 11-Septembre sur les deux dernières décennies. Les travaux des journalistes, photographes, reporters et historiens ont permis de créer cette exposition et d’expliquer comment le monde a soudainement basculé.
- Exposition 2020 : La libération de la peinture, 1945-1962. Du 14 juillet au 31 janvier 2020. La Fondation Gandur pour l’Art et le Mémorial de Caen présentent une ambitieuse exposition consacrée à la peinture abstraite en France, entre 1945 et 1962.
- Exposition 2019 : Rockwell, Roosevelt & Les Quatre Libertés. Du 10 juin au 27 octobre 2019. Dans le cadre du 75e anniversaire du Débarquement et de la Bataille de Normandie, le Mémorial présentera une exposition exceptionnelle et inédite en Europe dédiée au célèbre peintre américain Norman Rockwell. Proposée par le Norman Rockwell Museum en partenariat avec le Mémorial de Caen, cette exposition fait l’objet d’une tournée, dont la seule présentation hors des États-Unis se fera au Mémorial de Caen[12],[13].
- Exposition 2018 : Hiroshima-Nagasaki, août 1945. Du 20 septembre au 31 octobre 2018. Cette exposition, réalisée par le Mémorial de la paix d’Hiroshima et la ville de Nagasaki participe à la campagne internationale menée par les deux villes japonaises en faveur de la paix et de l’abolition des armes nucléaires[14].
- Exposition 2018 : 30 ans en 30 photos. Du 2 juin au 15 septembre 2018. Exposition des 30 photos lauréates du concours World Press Photo, de 1988 à 2018. Cette exposition permet au public de découvrir des photos qui racontent l’actualité et l’histoire, en soulignant l’importance des témoignages, et en expliquant dans quelles circonstances ces images ont été prises et enfin pourquoi elles ont été sélectionnées[15].
- Exposition 2017-2018 : Dessins assassins - la corrosion antisémite, réalisée à partir de la collection d'Arthur Langerman
- Exposition 2015 : Humaniser la guerre ?
- Exposition 2014 : les 100 objets de la Bataille de Normandie et Shots of war (exposition du photographe Tony Vaccaro).
- Exposition 2011 : Notre combat. Une réponse à "Mein Kampf"

Cette exposition présente une création artistique réalisée à partir d’une idée de Linda Ellia. Cette artiste française d’origine tunisienne a proposé à un grand nombre d’artistes et d’anonymes de s’exprimer sur les pages de Mein Kampf et de réagir à son contenu. Plus de 400 pages ainsi recouvertes et transformées seront exposées.
De juillet à décembre 2011
- Exposition 2010 : Victoire ! 1941-1945 : le front russe
- Exposition en 2009 : Survivre. Les enfants dans la Shoah.
- En 2008, Le Mémorial crée la première exposition[16] hors des États-Unis de décombres des attentats du 11 septembre 2001 avec le New York State Museum.
- En mars-juin 2008, le mémorial propose une exposition consacrée à la série Sir Arthur Benton, un cycle de bande dessinée[17] ayant pour thème la Seconde Guerre mondiale et l'espionnage[18].

### Le concours international de plaidoiries pour les Droits de l'Homme

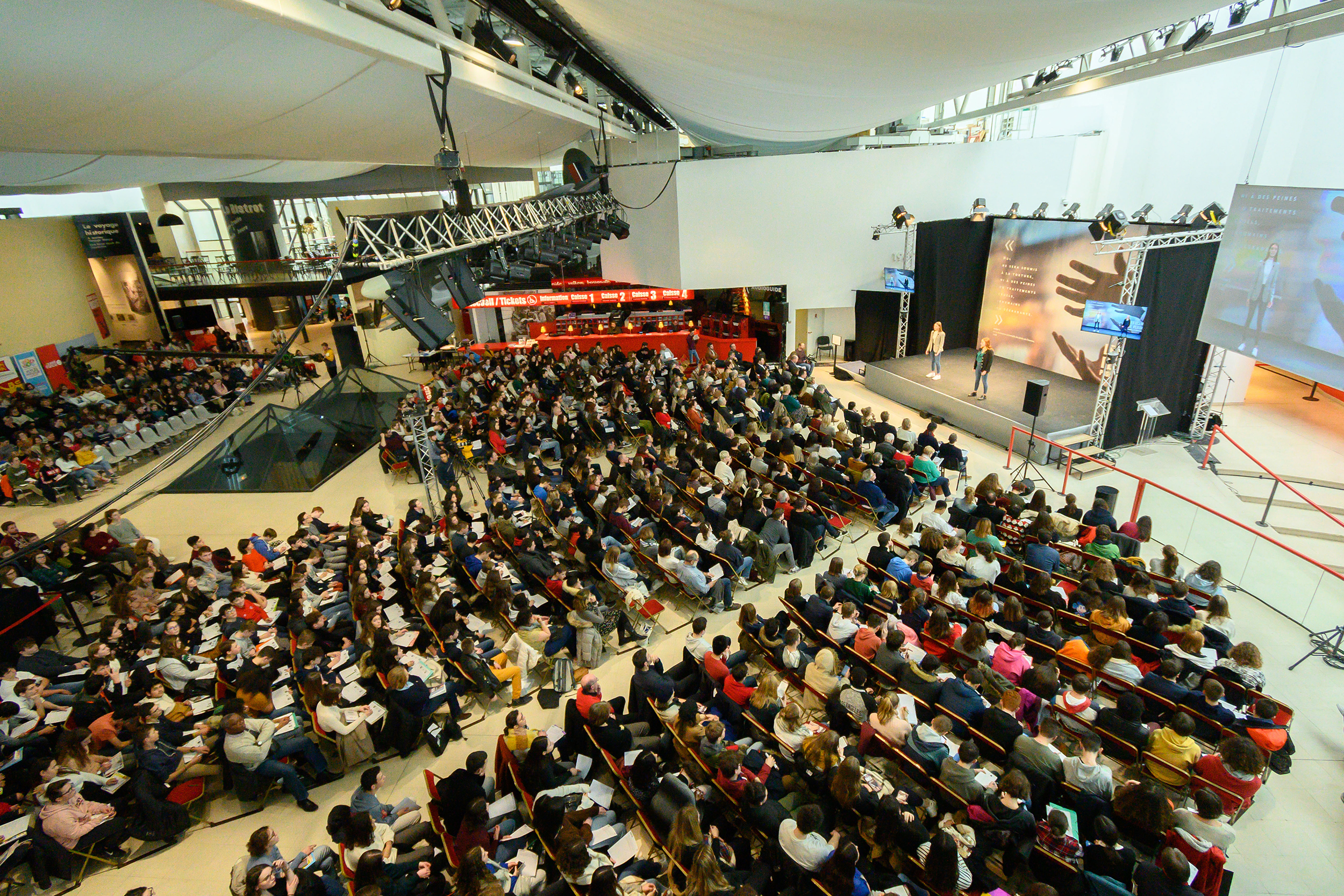
Concours de plaidoiries au Mémorial de Caen.

Chaque année, à la fin du mois de janvier, le Mémorial de Caen offre une tribune à la défense des Droits de l'homme en proposant trois événements : 
- le Concours international de plaidoiries des avocats, ouvert aux avocats[19], organisé avec le Barreau de Caen la Ville de Caen, le Barreau de Paris, la Conférence des Bâtonniers, le Conseil National des Barreaux et le Conseil de l'Ordre des Avocats.
- le Concours de plaidoiries des élèves avocats, dont la 1re édition a eu lieu en janvier 2011. Onze écoles d'avocats en France invitent leurs élèves avocats à rédiger une plaidoirie défendant une cause de violation des Droits Humains.
- le Concours de plaidoiries des lycéens, soutenu par la Région Normandie, la MGEN, Amnesty International et le magazine Phosphore. Le 1er prix du concours lycéen est un voyage à New York, spécialement au sein du siège des Nations unies où une visite est organisée pour le gagnant. Plus de 1700 lycéens ont d'ores et déjà participé au concours 2023.

Ces concours ont pour but d’encourager des avocats, des futurs avocats et des lycéens à s’engager en choisissant de plaider en public une situation d’atteinte aux Droits de l’Homme concrète et d’actualité.

### Les rencontres internationales des dessinateurs de presse
Le dessin de presse est présent au Mémorial depuis son origine. Le Mémorial a organisé 6 rencontres de dessinateurs de presse. Depuis 2016, il accueille l'association United Sketches for Freedom. Le dessinateur de presse iranien réfugié Kianoush. En 2017, Kianoush a exposé 20 dessins originaux sur les résistances au Mémorial des civils dans la guerre de Falaise, musée créé par le Mémorial de Caen.

### Les autres événements
- Conférences, colloques, expositions, débats, concerts, projections de films sont programmés toute l’année, en lien avec les thèmes abordés dans le musée.
- Lors des commémorations du cinquantenaire du débarquement de Normandie, une pyramide fut installée aux abords du bâtiment, afin d'y promouvoir un spectacle. De nombreuses personnalités furent invitées dont notamment Bill Clinton.

### Le développement
- Depuis 2015, la SEM Mémorial de Caen gère aujourd'hui 3 sites dont le Mémorial de Falaise et Arromanches 360.
- La SEM a pris des participations dans la société belge Tempora qui a créé notamment le musée de Gdansk et gère le Bastogne War Musuem.
- Le Directeur Général du Mémorial de Caen depuis 2023, Monsieur Kléber Arhoul, le Directeur Adjoint, Monsieur Bertrand Cousin et le Directeur Général de Tempora, Monsieur Benoit Remiche
- Le Mémorial de Caen est également partenaire de nombreuses fondations, dont WARM, créé par le grand reporter du Monde, Monsieur Rémy Ourdan et qui réunit des photographes et journalistes ayant vécu ou traversé les 4 ans de siège de Sarajevo. Le Mémorial travaille depuis plusieurs années aux côtés de WARM pour créer à Sarajevo un centre sur les conflits contemporains.
- Par ailleurs, le Mémorial de Caen a créé à la demande de l'Ambassade de France en Macédoine, le Mémorial de Bitola en hommage aux soldats français du front d'Orient.
- Il a également coproduit l'exposition sur les 150 ans du CICR, présentée à Genève et à Pékin.

### La gouvernance
- Le Mémorial de Caen est une société anonyme d'économie mixte locale, bénéficiaire depuis 2006. Chargée d'investir sur ses fonds propres dans la rénovation permanente des parcours et des outils de médiation. L'actuel président de la SAEML est Joël Bruneau, maire de Caen et le directeur général, Kléber Arhoul, depuis mars 2023.
  - La SAEML compte 104 salariés de droit privé permanents. Après avoir rénové Arromanches 360 et créé le Mémorial de Falaise, la guerre des civils, la SAEML s'est rapprochée de la société belge Tempora, fondée et dirigée par Benoit Remiche afin de créer un groupe européen de création et de gestion de musées ou d'expositions temporaires. Actuellement[Quand ?], ce groupe présente à Bruxelles une exposition intitulée L'Islam c'est aussi notre histoire.

## Fréquentation
| 2001    | 2002    | 2003    | 2004    | 2005    | 2006    | 2007    | 2008    | 2009    | 2010    |
| ------- | ------- | ------- | ------- | ------- | ------- | ------- | ------- | ------- | ------- |
| 412 802 | 477 758 | 422 458 | 556 777 | 404 740 | 380 446 | 380 595 | 392 228 | 372 299 | 354 093 |

| 2011    | 2012    | 2013    | 2014    | 2015    | 2016    | 2017    | 2018    | 2019    | 2020    | 2021    |
| ------- | ------- | ------- | ------- | ------- | ------- | ------- | ------- | ------- | ------- | ------- |
| 371 337 | 364 423 | 340 860 | 438 952 | 384 069 | 349 704 | 371 752 | 389 448 | 466 252 | 172 973 | 200 117 |

| 2022    | 2023    | 2024    | 2025 |
| ------- | ------- | ------- | ---- |
| 140 000 | 175 686 | 475 000 |      |